# Chief Kamachi
Chief Kamachi (...) è un rapper statunitense, proveniente da Filadelfia.

## Biografia
I primi passi nel mondo dell'hip hop sono già nel 1993, quando Chief registra un brano con il cantante R&B Joe, per la colonna sonora del film Don' Be A Menace. Ma la spinta decisiva arriva con l'adesione al gruppo Army of the Pharaohs, fondato da Vinne Paz, MC dei Jedi Mind Tricks e composto anche da Bahamadia, Stoupe (DJ e produttore dei Jedi Mind Tricks), 7L & Esoteric e Virtuoso. Il loro lavoro gli fa guadagnare forti apprezzamenti da parte dell'underground, grazie a singoli come Five Perfect Exertions, uscito sotto Superegular Recordings nel 1998.
Chief, oltre ai lavori del collettivo, svolge una parallela attività solista che nello stesso 1998 lo porta alla pubblicazione del singolo Unusual Styles e successivamente a collaborare con gli artisti della Babygrande Records, etichetta dei Jedi Mind Tricks. Tra i featuring spicca quello in The Deer Hunter, brano inserito nell'LP Violent By Design di Vinnie e Stoupe.  Nel 2004 infine Chief pubblica Cult Status, suo lavoro solista di debutto, dal flow deciso e dalle produzioni semplici, contenente una collaborazione di rilievo quale The Best, con Guru dei Gang Starr (nell'occasione ribattezzatosi Baldhead Slick).

## Discografia
- Cult Status (2004)